# Homosexualität in Vanuatu

Vanuatu auf der politischen Weltkarte

In Vanuatu ist Homosexualität legal, aber Haushalte, die von gleichgeschlechtlichen Paaren geführt werden, haben keinen Anspruch auf denselben rechtlichen Schutz, der für heterosexuelle Paare gilt. 
Im Jahr 2011 unterzeichnete Vanuatu bei den Vereinten Nationen die Erklärungen und Resolutionen über die sexuelle Orientierung und geschlechtliche Identität, in der Gewalt und Diskriminierung von LGBT-Personen verurteilt werden. Die VPride Foundation ist eine Menschenrechtsgruppe, die sich für LGBT-Rechte, Meinungsfreiheit und Religionsfreiheit einsetzt. Die 2009 gegründete Gruppe organisiert zahlreiche Veranstaltungen, um das Bewusstsein für LGBT-Menschen in Vanuatu zu schärfen. Einige dieser Veranstaltungen wurden sogar von Regierungsvertretern besucht.

## Legalität
Gleichgeschlechtliche sexuelle Handlungen sind in Vanuatu legal. Seit dem Inkrafttreten des überarbeiteten Strafgesetzbuchs, welches 2006 verändert wurde, liegt das Alter für einvernehmlichen Geschlechtsverkehr in Vanuatu bei 15 Jahren, unabhängig vom Geschlecht oder der sexuellen Ausrichtung.
Vanuatu erkennt gleichgeschlechtliche Ehen oder eingetragene Partnerschaften in keiner Form an.
Im Oktober 2013 gab der Innenminister eine Warnung heraus, in der er darauf hinwies, dass Pastoren keine gleichgeschlechtlichen Ehen schließen dürfen. Im Juni 2014 erörterte die Rechtskommission von Vanuatu die Frage der gleichgeschlechtlichen Ehe und verwies auf die Entwicklungen in den Nachbarländern Australien und insbesondere Neuseeland. Die Kommission stellte fest, dass das Eheschließungsgesetz in seiner derzeitigen Form die Anerkennung gleichgeschlechtlicher Ehen nicht verbietet und auch nicht ausdrücklich erlaubt. Sie wies auch darauf hin, dass die Legalisierung der gleichgeschlechtlichen Ehe es LGBT-Personen ermöglicht, ihre sexuellen Vorlieben oder ihre sexuelle Orientierung ohne Unterdrückung oder Angst vor Strafverfolgung auszuleben. Der religiöse Widerstand gegen die Legalisierung erwies sich aber als hoch.

## Antidiskriminierungsgesetz
Es gibt keinen gesetzlichen Schutz gegen alle Formen der Diskriminierung aufgrund der sexuellen Ausrichtung oder der Geschlechtsidentität.
Abschnitt 18.2(f) des Gesetzes über den Schuldienst von 2013 verpflichtet die Kommission für den Schuldienst von Vanuatu jedoch dazu, bei der Einstellung, Beförderung, beruflichen Entwicklung, Versetzung und allen anderen Aspekten der Verwaltung ihrer Mitarbeiter keine Diskriminierung aufgrund der sexuellen Orientierung vorzunehmen.
Das Gesetz zum Recht auf Information von 2016 gibt den Bürgern Vanuatus das Recht auf Zugang zu Dokumenten, die sich im Besitz der Regierung befinden, einschließlich der Dokumente von Ministerien und Regierungsabteilungen, gesetzlichen und behördlichen Stellen, öffentlichen Krankenhäusern, lokalen Regierungsräten und allen Organisationen, die öffentliche Dienstleistungen erbringen und staatliche Mittel erhalten. Bestimmte Arten von Dokumenten, die der Öffentlichkeit nicht zugänglich sind, enthalten personenbezogene Daten, die im Gesetz wie folgt definiert werden: „[...] Informationen, die sich auf die Rasse, das Geschlecht, den Familienstand, die nationale, ethnische oder soziale Herkunft, die Hautfarbe, die sexuelle Ausrichtung, das Alter, die körperliche oder geistige Gesundheit, das Wohlbefinden, eine Behinderung, die Religion, das Gewissen, den Glauben, die Kultur, die Sprache und die Geburt einer Person beziehen; [...]“.

## Gesellschaftliche Verhältnisse
Vanuatu ist ein gesellschaftlich konservatives Land. LGBT-Personen wird geraten, öffentliche Liebesbekundungen zu vermeiden. Es gibt keine aktive queere Community in Vanuatu.
Der Internationale Tag gegen Homo-, Bi-, Inter- und Transphobie wurde 2016 erstmals in Vanuatu begangen. Die Veranstaltung wurde von der VPride Foundation organisiert. Im Oktober 2016 veranstaltete die Gruppe in Zusammenarbeit mit anderen Menschenrechtsgruppen, darunter das Vanuatu Women's Centre, einen Workshop über LGBT-Rechte und Frauenrechte. Der Gesundheitsminister nahm an der Veranstaltung teil und erörterte Themen wie einen besseren Zugang zur Gesundheitsversorgung für Menschen, die mit HIV/AIDS leben.                 